# Maciej Grabowski
Maciej Tadeusz Grabowski (Gdynia, 2 de marzo de 1978) es un deportista polaco que compitió en vela en la clase Laser.
Ganó cuatro medallas en el Campeonato Europeo de Laser entre los años 2001 y 2006. Participó en tres Juegos Olímpicos de Verano, entre los años 2000 y 2008, ocupando el séptimo lugar en Sídney 2000, en la clase Laser.

## Palmarés internacional
| \| Campeonato Europeo \| Campeonato Europeo \| Campeonato Europeo \| Campeonato Europeo \| \| Año \| Lugar \| Medalla \| Clase \| \| ------------------ \| --------------------- \| ------------------ \| ------------------ \| \| 2001 \| Puck (Polonia) \| Medalla de oro \| Laser \| \| 2003 \| Split (Croacia) \| Medalla de bronce \| Laser \| \| 2004 \| Warnemünde (Alemania) \| Medalla de bronce \| Laser \| \| 2006 \| Gdynia (Polonia) \| Medalla de plata \| Laser \| |                       |                   |       |
| Campeonato Europeo |                       |                   |       |
| Año | Lugar                 | Medalla           | Clase |
| 2001 | Puck (Polonia)        | Medalla de oro    | Laser |
| 2003 | Split (Croacia)       | Medalla de bronce | Laser |
| 2004 | Warnemünde (Alemania) | Medalla de bronce | Laser |
| 2006 | Gdynia (Polonia)      | Medalla de plata  | Laser |